# Oliguria
L'oliguria (pronuncia corretta: /oliˈɡurja/; pronuncia accettabile: /oliɡuˈria/) indica una diminuita escrezione urinaria, dovuta sia per disfunzione dell'apparato urinario, sia per insufficienza renale acuta (prerenale, renale o post-renale) segno di una ridotta funzionalità renale o per altre cause.

## Definizione
Oliguria è definita come un flusso di urina inferiore ai 1 ml/kg/h negli infanti, a 0.5 ml/kg/h nei bambini, e ai 400 ml/giorno (17ml/ora) negli adulti. Per esempio, in un adulto di 70 kg, equivale a 0,24 o 0,3 ml/ora/kg. Tuttavia anche il valore di 0,5 ml/kg/h viene comunemente utilizzato per definire oliguria negli adulti.
Olig-(o oligo-) è un prefisso greco che significa piccolo o poco.
L'anuria è definita da alcuni Autori come meno di 50 mL produzione di urina al giorno sebbene nell'accezione comune sia definita come una produzione di urina minore di 100 mL giornalieri.

## Esami diagnostici
Si esegue un esame ecografico del rene per escludere processi ostruttivi.

## Fisiopatologia
I meccanismi fisiopatologici che causano oliguria possono essere classificati a livello globale in tre diverse categorie:
- Prerenale: in risposta alla ipoperfusione del rene (alcuni esempi possono essere: la disidratazione dovuta ad una scarsa assunzione orale, lo shock cardiogeno, diarrea, emorragia massiva o sepsi)
- Renale: a causa di danno renale (grave ipoperfusione, rabdomiolisi, assunzione di alcuni farmaci)
- Postrenale: come conseguenza dell'ostruzione del flusso urinario (ad esempio ingrossamento della prostata, tumore compressione deflusso urinario, ematoma espansivo o raccolta di liquidi)

L'oliguria da privazione di liquidi è dovuta ad emoconcentrazione, stimolazione della secrezione dell'ormone antidiuretico che stimola il riassorbimento a livello del tubulo renale dell'acqua. Le tubulonefrosi determinate da lesioni necrotiche dei tubuli contorti nelle quali si verifica una diffusione preurina attraverso gli epiteli lesi, possono analogamente essere causa di oliguria. Tra le altre cause si annoverano l'eccessiva perdita di acqua per via extrarenale, come nelle sudorazioni profuse, vomiti incoercibili e diarree, la riduzione del flusso ematico renale (oliguria dei cardiaci, dello shock e del collasso del circolo) e la riduzione del filtrato glomerulare (glomerulonefrite acuta diffusa).
L'oliguria si riscontra anche nella sintomatologia generale delle ustioni, dando luogo a rischio di shock ipovolemico

## Oliguria postoperatoria
I pazienti solitamente sperimentano una riduzione di produzione di urina dopo un importante intervento chirurgico. Esso può essere una normale risposta fisiologica a:
- Perdita di sangue che porta ad una diminuzione della velocità di filtrazione glomerulare secondaria ad ipovolemia e/o ipotensione
- La risposta della corteccia surrenale allo stress aumenta il rilascio dell'ormone antidiuretico (ADH)

## Oliguria nei neonati
L'oliguria nei neonati, definita come meno di 1 ml/kg/h di urina, non è considerata come un segno affidabile di insufficienza renale.